# Erich Werdermann
Erich Werdermann (Berlín 1892 - Bremen 19 de abril de 1959) fue un micólogo, fisiólogo, explorador, y botánico alemán; realizando exhaustivas expediciones a Sudáfrica, México, Chile, Brasil, Bolivia. Además de la propia Europa: Alemania, Grecia, Italia, Noruega, Suecia

## Biografía
Estudió botánica en Jena y en Berlín, especializándose en fungi. En 1921 es empleado en el "Museo Botánico de Berlín-Dahlem, comenzando estudios de fanerógamas bajo la supervisión de E.F. Gilg.
En los años 1923 a 1927, y en 1932 colecta flora en Sudamérica, naciendo un enorme interés en cactos y suculentas que siguió hasta el final de su carrera.
Fue cofundador de la "International Organization for Succulent Plant Study" (IOS).
De 1955 a 1958 fue director por oposición del Jardín botánico y Museo de Berlín.
Completó una enorme colección florística visitando el sudoeste de África (especialmente Namibia) y Sudáfrica después de su formal retiro en 1958, con la ayuda de su asistente H.-D. Oberdieck y de la compañía del micropaleontólogo Dr F. Thiergart. A su retorno de la expedición, fallece apenas el barco llega a Bremen.

## Algunas publicaciones
- 1922. Können transversalphototropische Laubblätter nach Zerstörung ihrer oberen Epidermis die Lichtrichtung perzipieren? In: Beiträge zur allgemeinen Botanik 2 ( 3): 248–275
- 1933. Brasilien und seine Säulenkakteen. J. Neumann, Neudamm
- 1937. Meine Kakteen. Arten, Pflege und Anzucht. Trowitzsch, Frankfurt a. O./ Berlín (con Hugo Sočnik)
- 1938/1939. Übersicht über die aus dem Belgischen Kongo stammenden Arten der Gattung Ceropegia. Bull. du Jardin botanique de l'État à Bruxelles 15: 222–240
- 1930/1939. Blühende Kakteen und andere sukkulente Pflanzen. 42 Lieferungen, Neumann-Neudamm/Berlin
- Botanischer Garten Berlin-Dahlem. Führer durch das Freiland. Gebr. Borntraeger, Berlín 1954.

### Micológicas
- 1954. Fungi. En: A. Engler: Syllabus der Pflanzenfamilien. 12.ª ed. vol. 1, 138–204
- Sydow, H.; Werdermann, E. 1924. Über einige neue oder interessante Pilze der Kanarischen Inseln. Ann.Mycologici 22 (1-2): 183-190
- Werdermann, E. 1923. Über die Gattung Teratonema Syd. Ann. Mycologici 21 (3-4): 336-339, 1 fig.

## Honores

### Membresías
- Deutsche Kakteen-Gesellschaft, y desde 1927 a 1934 su presidente.[1]

### Eponimia
Género
- Werdermannia O.E.Schulz y Neowerdermannia Frič se nombraron en su honor

Especies (muchas de su colección sudamericana
- (Brassicaceae) Petroravenia werdermannii (O.E.Schulz) Al-Shehbaz[3]
- (Cactaceae) Echinopsis werdermannii Frič ex Z.Fleisch.[4]
- (Poaceae) Catabrosa werdermannii (Pilg.) Nicora & Rúgolo[5]

- La abreviatura «Werderm.» se emplea para indicar a Erich Werdermann como autoridad en la descripción y clasificación científica de los vegetales.[6]

Identificó y nombró 1186 nuevos taxones, en su mayoría de la familia de las cactáceas